# Р-1 (ракета)
Ракета Р-1 је ракета кратког домета произведена у Совјетском Савезу као копија ракете V-2 произведене у Нацистичкој Немачкој. Иако је то била копија, произведена је помоћу совјетских индустријских постројења и дала је Совјетима драгоцено искуство које је касније омогућило Совјетској армији да конструише много ефикасније ракете, као на пример ракету Р-7 Семјорка коју је конструисао Сергеј Корољов.